# La Cumbre (Valle del Cauca)
La Cumbre es un municipio colombiano que se encuentra localizado al norte de la ciudad de Cali. Es uno de los 42 municipios que conforman el departamento del Valle del Cauca.
Se localiza en la vertiente occidental de la cordillera Occidental de los Andes. Es un municipio atípico, ya que la iglesia y la alcaldía no se encuentran en la plaza mayor del municipio. Éstas se encuentran sobre la calle principal, frente a estas primeras casas inmensas de madera construidas entre 1895 y 1905.
Estos terrenos fueron donados por estas familias con el fin de que la iglesia y la administración municipal estuvieran frente a sus casas.

## Geografía

### Límites
El municipio de La Cumbre, limita:
- Al norte con el municipio de Restrepo.
- Al sur con Yumbo y Cali.
- Al oriente con el municipio de Vijes
- Al Occidente con el municipio de Dagua.

## División Político-Administrativa
Su Cabecera municipal, tiene en su periferia las siguientes veredas: La Ventura, La Cabaña, Timbio, Montañitas y Aguaclara.

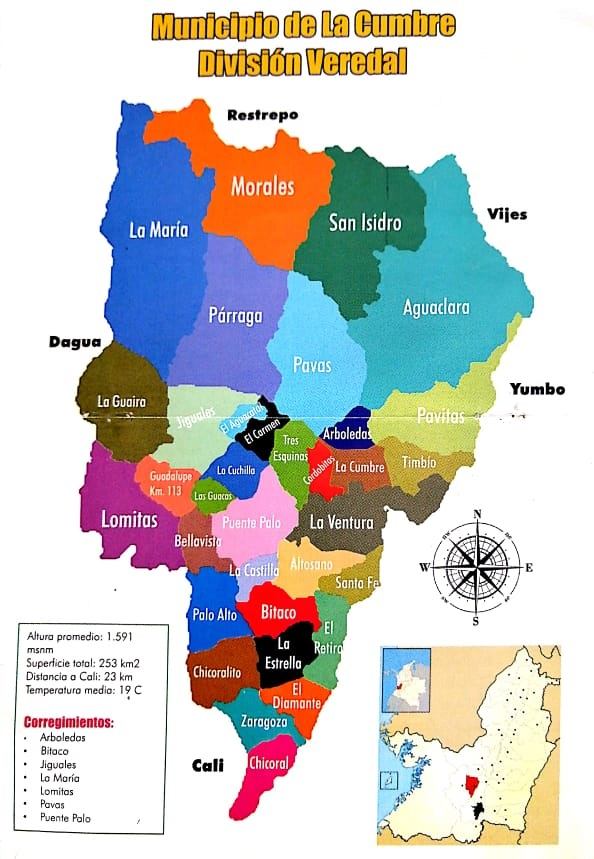

La Cumbre tiene bajo su jurisdicción los siguientes Centros poblados:
- Arboledas
- Bitaco
- Jiguales
- La María
- La Ventura
- Lomitas
- Pavas
- Pavitas
- Puente Palo
- Tres Esquinas

## Reseña histórica
La fecha de su Fundación es el 13 de noviembre de 1913 y surgió a partir de la llegada de ciudadanos adinerados, muchos de ellos libaneses católicos que descubrieron estas montañas a finales de 1800. La Construcción de la Estación del Tren en este municipio, se dio por el asentamiento de estas familias.
El trazado original de la vía férrea iba por la planicie de Pavas, pero el desarrollo del municipio de La Cumbre por cuenta de estas familias, cambiaron el rumbo de la vía.
Posteriormente los trabajadores de los Ferrocarriles Nacionales que estaban abriendo paso al trazado de la Vía Férrea, levantaron sus casas a orillas de la vía lo mismo que numerosas familias de la ciudad de Cali.
Inicialmente todas las casas eran de madera.
Madera traída inicialmente a lomo de mula desde Buenaventura.
Por 1940 hubo un gran incendio donde se quemó la iglesia, el hotel de madera y muchas otras casas.
La iglesia fue reconstruida en ladrillo cambiando la puerta de entrada que antes quedaba frente a la Alcaldía, a la dirección contraria y conservando la puerta lateral, exactamente frente a Escocia, una de estas primeras casas del pueblo.
El municipio de La Cumbre Inicialmente estuvo habitado por tribus procedentes de la región de Urabá, quienes llegaron por el norte a lo que hoy se conoce como El Darién; otros indígenas llegaron del Perú que fueron abandonados posteriormente por los españoles. El municipio estuvo ocupado por encomiendas durante todo el siglo XVI las cuales posteriormente fueron desapareciendo ante el decrecimiento acelerado de la población indígena. 
Sobre los fundadores existen varios protagonistas de acuerdo a las épocas. En 1530 procedentes de Vijes, unas familias de apellido Atansela y Ocache se establecieron cerca de Arboledas y se dispersaron luego por todo el territorio.
En 1637 el visitador de Popayán, Don Antonio Rodríguez, dio al cacique Pascual de Supía, un terreno situado entre dos quebradas que salen del mismo cerro, llamadas Portezuela y Gusto, para 30 indios Anaconas procedentes de Tumaco, en este lugar que se encuentra hoy el corregimiento de Pavas, llamado así por la abundancia de estas aves en el sector.
Este municipio fue en la época de la Colonia el lugar de recreo preferido por su agradable clima y paisajes, ya en 1851 llegó el Franciscano de apellido Bermúdez, quien con entusiasmo hizo construir una capilla y celebró la primera Misa para los veraneantes, lo que dio lugar a que el incipiente caserío se llamara Bermúdez.

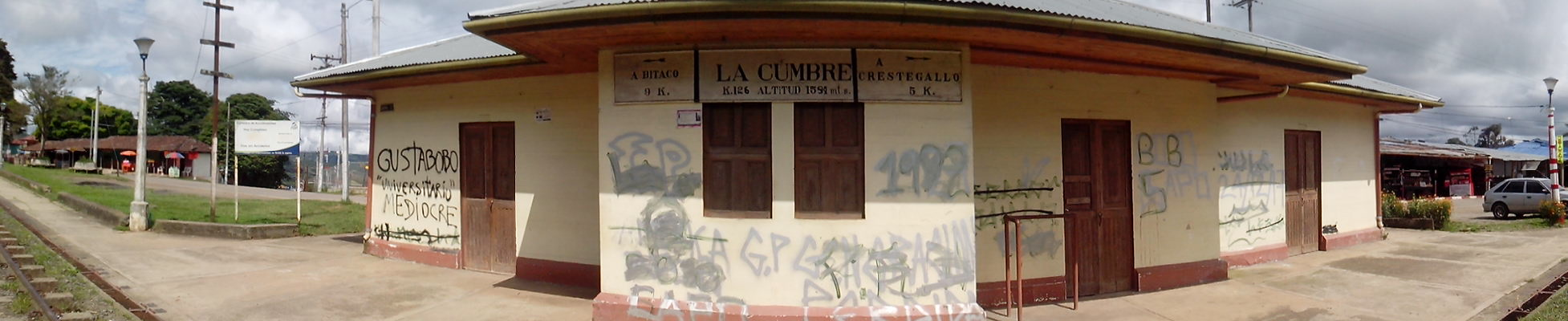
Panorámica de la Estación del ferrocarril de La Cumbre.

Debido a la construcción de la vía férrea, la población se incrementó con personas venidas de otros Departamento como Cundinamarca, Santander y Nariño. Por esto se ha dejado como año de fundación el de 1913.
En 1922 la cabecera municipal se trasladó de San José de Pavas a la localidad de La Cumbre (Ordenanza No 34 de la Asamblea Municipal), por tratarse de una región de favorables condiciones para su progreso.
Con la construcción de la estación ferroviaria y el paso del ferrocarril cuya ruta iba de Dagua hasta Lomitas, pasando por Bitaco, para finalizar en Yumbo, La Cumbre alcanzó un importante desarrollo económico y social. Sin embargo, los asentamientos y la construcción de viviendas al lado de la zona demarcada para el paso del ferrocarril influyeron en la destrucción del bosque natural.

Según versiones de sus pobladores, el municipio no fue fundado sino poblado paulatinamente gracias a una serie de factores favorables relacionados con la facilidad de transporte, clima, bosques y tierras baldías.
|            |
| La Cumbre. |

|                      |
| Parque de La Cumbre. |

|                      |
| Iglesia de San José. |

|                     |
| La Cumbre de noche. |

|                         |
| Nubes entre los cerros. |

|                         |
| Corregimiento de Pavas. |

|                                  |
| Entrada a La Cumbre, desde Cali. |

|              |
| Ferrocarril. |

|                      |
| Pavas, sector rural. |

## Cultura y desarrollo
El municipio de La Cumbre se caracteriza por ser un remanso de descanso montañés en el que persisten algunas tradiciones rurales lo cual deriva en una buena calidad de vida entre sus gentes. Es uno de los lugares más tranquilos y seguros para vivir en el departamento del Valle del Cauca, con un agradable clima templado y bellos paisajes, por lo que muchas personas optan por instalarse en esta región o simplemente venir de paseo, muchos de ellos turistas que buscan alejarse un rato de los sofocantes calores de la capital del departamento (Cali) y de otras ciudades aledañas. Estas características y su privilegiada ubicación (a tan sólo una hora de Cali, y a 50 minutos del aeropuerto Alfonso Bonilla Aragón) han propiciado fundamentalmente el turismo.
Entre los mayores atractivos turísticos del municipio y alrededores se encuentran el museo arqueológico Sol de Luna ubicado en Pavas, la casa museo Villa Leticia, los petroglifos indígenas y los cultivos de té propiedad de la fábrica Agrícola Himalaya ubicados en Bitaco y Chicoral, el spa verde la Casona de Lomitas, la finca Hostal Diana del Bambú en la vereda La Ventura, la vía férrea y los paseos en brujitas hasta la chorrera donde se puede practicar canopy, el parque central de La Cumbre y Pavas, alquiler de caballos para paseo en este último corregimiento, las ciclorutas en medio de la zona de aprovechamiento forestal de la empresa Smurfit Cartón Colombia, el ecoparque del Acueducto de Pavas, la reserva ecológica del municipio de La Cumbre, ubicada al sur del territorio, que cuenta con más de 175 hectáreas de especies de arbóreas nativas, con senderos ecológicos, riachuelos y espacios para el avistamiento de aves, entre otros...
En los últimos años, La Cumbre se ha venido destacando por un amplio contenido artístico como el festival Solitario Andino, el festival Cumbre de las Artes, el festival Cumbre Adentro y el festival de Avistamiento de Aves.

## Servicios públicos
- Energía Eléctrica: Celsia, es la empresa prestadora del servicio de energía eléctrica.[3]
- Gas Natural: Gases de Occidente es la empresa distribuidora y comercializadora de gas natural en el municipio.